# Монморен, Арман Марк де
Арман-Марк-Орелль де Монморен Сент-Эрем (фр. Armand Marc Aurelle, comte de Montmorin Saint-Hérem, 1745—1792) — французский государственный деятель.
После первого собрания нотаблей в 1787 г. он был назначен министром иностранных дел. Уволенный к 1789 г. в отставку вместе с Неккером, он снова вступил в министерство на другой день после взятия Бастилии. В 1790 г. он представил Национальному собранию записку о необходимости увеличения вооружений, но тем не менее прослыл человеком подозрительным.
Известив иностранные правительства о том, что король принял конституцию, Монморен опровергал слух о тайных сношениях французского двора с австрийским. Заподозренный в том, что он знал о намерении короля бежать из Парижа, Монморен был оправдан собранием, но принужден был выйти в отставку и остался лишь одним из интимных советников Людовика XVI. В 1792 г. Монморен был арестован и пал одной из жертв сентябрьских убийств.